# مارغريت يونغ
مارغريت فيفيان يونغ (بالإنجليزية: Marguerite Young) (26 أغسطس، 1908 – 17 نوفمبر، 1995): هي روائية وأكاديمية أمريكية. تشتهر بروايتها آنسة ماكينتوش، عزيزتي. في سنواتها اللاحقة، اشتُهرت بتدريس الكتابة الإبداعية وكانت مشرفة على المؤلفين الشباب. «كانت شخصية أدبية محترمة وكذلك غريبة أطوار محبوبة من غرينويتش فيلج». خلال فترة حياتها، كتبت يونغ كتابي شعر، ودراستين تاريخيتين، ومجموعة واحدة من القصص القصيرة، ورواية واحدة، ومجموعة واحدة من المقالات.

## نظرة عامة
وُلدت يونغ في إنديانابوليس، إنديانا. من جهة والدها (تشيستر إيليس يونغ) كانت حفيدة من غير الأصول لبريغهام يونغ، ومن جهة والدتها، فاي هيرون نايت، انحدرت مباشرةً من جون نوكس.
انفصل والدا يونغ عندما كانت صغيرة جدًا في السن؛ فترعرت هي وشقيقتها نعومي على يد جدتهما من جهة الأم، مارغريت هيرون نايت، التي كانت مقتنعة بأن مارغريت الطفلة كانت التقمُّص الجديد لابنة عمها المتوفية، ليتل هاري. غذَّت جدتها حب يونغ للأدب.

## الحياة المهنية

### التعليم
درست يونغ في جامعة بتلر في إنديانابوليس، وحصلت على شهادة البكالوريوس في اللغتين الفرنسية والإنجليزية. ثم ارتادت جامعة شيكاغو، وراجعت درس الكتابة لثورنتون وايلدر بدعوة منه. وارتادت أيضًا جامعة آيوا.
في عام 1936، حصلت على شهادة الماجستير في الأدب الإليزابيثي والجاكوبي. كتبت أطروحة الماجستير عن رواية يوفيوس: تشريح الظرافة لجون ليلي (1578).
بينما كانت تدرس في جامعة شيكاغو، عملت بدوام جزئي لتقرأ شيكسبير لمينا كاي. فايسنباخ. باعتبارها راعية لإدنا سانت فنسنت ميلاي، كانت فايسنباخ تُعرف أحيانًا باسم «سيدة الأفيون في هايد بارك» وأصبحت إلهامًا لسيدة الأفيون في رواية  آنسة ماكينتوش، عزيزتي. تغلغلت في الرواية  خيالات مبنية على المخدِّر.
لاحقًا، حصلت يونغ على شهادة الدكتوراه في الفلسفة واللغة الإنجليزية من جامعة آيوا، حيث درَّست في ورشة عمل كتاب آيوا المتميزة.

### التدريس
درَّست لفترة وجيزة في ثانوية شورتريدج قبل أن تصبح متميزة في مهنتها الأدبية.

### أعمالها
نُشر كتاب يونغ الشعري الأول بعنوان أرض منشورية عام 1937، عندما كانت تُدرس اللغة الإنجليزية في ثانوية شورتريدج في إنديانابوليس. في نفس تلك السنة، زارت بلدية نيو هارموني، إنديانا، حيث عاشت والدتها وزوج والدتها.
بعد شهادة الماجستير، درَّست في ثانوية في إنديانابوليس وفي جامعة آيوا.
في عام 1943، انتقلت إلى نيويورك، حيث اشتهرت بأعمالها خرافة معتدلة (1944 أو 1945) وملاك في الغابة (1945).
انتقلت إلى نيو هارموني وبقيت هناك سبع سنوات، باديةً بالعمل على ملاك في الغابة، ودراسة لمفاهيم ومجتمعات مثالية، في نفس وقت كتابتها لخرافة معتدلة (1944)، التي فازت بجائزة الشعر من الأكاديمية الوطنية للفنون والآداب. ظهرت ملاك في الغابة في عام 1945 وحظيت بقبول جيد، وفازت بجائزتي غوغنهايم ومكتبة نيوبيري.
على مدى السنوات الخمسين المقبلة، مع الإبقاء على عنوانها في غرينويتش فيلج في مدينة نيويورك، سافرت يونغ على نطاق واسع وكانت جزءًا من دائرة أدبية واسعة شملت ماري ساندوز، وريتشارد رايت، وأناييز نين، وفلانيري أوكونور، وماريان هاوزر، وآلين تيت الذي كانت على علاقة غرامية معه. كانت لديها أيضًا صداقة معقدة مع كارسون ماكولرز وترومان كابوتي. كتبت مقالات، وشعرًا، ومراجعات كتب بينما كانت أيضًا تُدرس الكتابة الإبداعية في أماكن مختلفة، ومن ضمنها المدرسة الجديدة للبحوث الاجتماعية، جامعة فوردهام، وورشة عمل آيوا للكُتاب.
في عام 1944، خوَّلها سكرايبنيرز بكتابة عمل جديد، الذي نُشر في النهاية بعنوان الرواية الملحمية آنسة ماكينتوش، عزيزتي (1965). بالرغم من نيتها في أن تستغرق سنتين فقط، لم تنهِ روايتها حتى عام 1963. وصفتها يونغ بأنها «استكشاف للأوهام والهلوسات، وأخطاء في الحكم على حياة الأفراد، والمشهد الأساسي للرواية كونها جنة لمدمن الأفيون». أناييز نين، في رواية المستقبل، يُسميها «رواية أمريكية ملحمية مكتوبة بأسلوب شعري» لم تحظَ رواية آنسة ماكينتوش، عزيزتي. بالكثير من الاستحسان ولكن كان لها مجموعة من المعجبين.
كان مشروع يونغ التالي هو سيرة ذاتية للشاعر الهوسير جيمس ويتكومب رايلي، كاتب قصيدة اليتيمة الصغيرة آني. جعلتها خبراتها في الانضمام إلى المظاهرات ضد حرب فيتنام تُحول تركيزها إلى صداقة رايلي مع يوجين فّي. دبس. كان سيسيطر الإضراب على بقية حياتها، لتصبح سيرة طموحة لدبس، منظم الاتحاد الذي تطور ليُصبح أول مُرشح اشتراكي لمنصب رئيس الولايات المتحدة (1904، 1908، 1912، 1920). أصدرت تاريخًا ملحميًا للناس من ثلاثة مجلدات، من خلال معارك دبس لحقوق العمال وإنشاء اتحاد عمال الإطفائيين التنقليين. بقيت أغنية قيثارة لمتطرّف: حياة يوجين فيكتور دبس وتاريخه غير كاملة وقت وفاتها.
يُصور الجزء الأول «مقدمة في المفتاح الذهبي» جولة اللاأدري السويسري فيلهلم فايتلينغ عبر البلاد للمجتمعات المثالية الرائدة التي بُنيت خلال استيطان غرب الولايات المتحدة. يزور المجتمعات المورمونية في ناوفو، ميزوري ومجتمعات سالت لي ليك ستي، يوتاه، والشيكريين والأميش في بنسلفانيا، ومجتمع الأونيدا، والآيكاريين، والرابّتيين، والعديد من المستوطنات الأخرى في البرية. تُبرهن يونغ من خلال هذا المنظور على أن هذه الأمة تأسست واستقرت على مبادئ الملكية الجماعية والمساعدة المشتركة. في الجزء الثاني من أغنية قيثارة لمتطرّف، تُبرهن يونغ على أن يوجين دبس كان هو المُحفز الذي أصبحت من خلاله هذه المبادئ التعاليم الأساسية لحركة العمال في القرنين التاسع عشر والعشرين.
خلال مرض مارغريت يونغ الأخير، جُمعت مخطوطتها غير المكتملة من قبل مارلين هاملتون وسوزان أبولير، وقُدّمت بعد ذلك إلى ناشرها. بعد وفاتها، حُررت مخطوطتها من قبل تشارلز رواس ليتضمَّن دراسة يونغ الاستقصائية عن المجتمعات المثالية وكذلك بورتريهاتها للشخصيات التاريخية التي واجهها دبس في صراعاته باعتباره مُنظِّم عمل: بورتريهات لماري تود لينكون، وجيمس ويتكومب رايلي، وجو هيل، وسوجورنر تروث، وبريغهام يونغ، وجوزيف سميث، وسوزان أنتوني. نُشرت هذه النسخة المُعدَّلة من أغنية قيثارة لمتطرّف من قبل الفريد أي. نوبف عام 1999.
وأيضًا في مرضها الأخير، عادت مارغريت يونغ إلى كتابة الشعر. نُشرت دعوة إلهات الإلهام، وهي مجموعة من قصصها، ومقالاتها، ومراجعاتها من قبل دالكي أركايف بريس عام 1994. وثائق يونغ موجودة في مكتبة بينيك للكتب النادرة والمخطوطات، جامعة ييل.
حياتها الشخصية ووفاتها
توفيت يونغ في 17 نوفمبر، 1995، في إنديانابوليس، إنديانا.

## أعمالها
- أرض منشورية (1937)، قصائد.
- خرافة معتدلة (1994)، قصائد.
- ملاك في الغابة: قصة خرافية ليوتوبيتَين (1945)، دراسة تاريخية.
- آنسة ماكينتوش، عزيزتي (1965)، رواية
- دعوة إلهات الإلهام: قصص، ومقالات، ومراجعات (1994).
- أغنية قيثارة لمتطرّف: حياة وتاريخ يوجين فيكتور دبس (1999)، دراسة تاريخية (بعد وفاتها).

## تأثيراتها
ابتداءً من عام 1975، انتج تشارلز رواس لمحطة راديو باسيفيكا دبليو بي أي آي في نيويورك سلسلة من القراءات على مدى سنة من آنسة ماكينتوش، عزيزتي اسمها تجربة القراءة. أجريت القراءات من قبل معاصري يونغ في عوالم الأدب، والمسرح، والصحافة، مثل ليو ليرمان، ووايت كوبر، وأوسيولا آرتشر، وماريان سيلدس، وروث وفورد، وجيمس كوكو، وبيجى كاس، وإيرل هيمان. سجَّل الفنان روب واين كل برنامج بمؤثرات صوتية حِسِّية وموسيقى أتونالية وإيقاعية، وكذلك الأوبرا. وُزِّعت البرامج على صعيد البلد من خلال شبكة راديو باسيفيكا. أُصدرت السلسلة من جديد وهي مُتوفرة عن طريق محطة إنترنت كلوكتاور غاليري «فن على الهواء». نتج عن الاهتمام المتجدد بالكتاب عام 1979 إصدار نسخة ذات كتاب ورقي من مجلدين في عُلبة، مع مقدمة مكتوبة من قبل أناييز نين، من قبل هاركورت بريس يوفانوفيتش، وكذلك نسخة ذات كتاب ورقي من مجلدين عام 1993 بواسطة دالكي أركايف.
●     قراءات الراديو من آنسة ماكنتوش، عزيزتي (1976-1977).
●     مقابلة مارغريت يونغ.
●     أناييز نين ومارغريت يونغ (حوالي 1975).

## روابط خارجية
- مارغريت يونغ على موقع الموسوعة البريطانية (الإنجليزية)
- مارغريت يونغ على موقع إن إن دي بي (الإنجليزية)